# Темур Рахімов
Темур Рахімов (тадж. Темур Раҳимов; 8 липня 1997) — таджицький дзюдоїст, бронзовий призер Олімпійських ігор 2024 року, призер чемпіонатів Азії та Азійських ігор.

## Виступи на Олімпіадах
| Олімпіада  | Дисципліна   | Місце |
| ---------- | ------------ | ----- |
| Токіо 2020 | понад 100 кг | 9     |
| Париж 2024 | понад 100 кг | 3     |

## Зовнішні посилання
- Темур Рахімов на сайті International Judo Federation (англійська)
- Темур Рахімов на сайті JudoInside.com (англійська)
- Темур Рахімов на сайті AllJudo.net (французька)
- Темур Рахімов на сайті Olympics.com (англійська)
- Темур Рахімов на сайті Olympedia (англійська)